# Šigetacu Macunaga
Šigetacu Macunaga (japonsko 松永 成立), japonski nogometaš, * 12. avgust 1962.
Za japonsko reprezentanco je odigral 40 uradnih tekem.